# Кристофори, Карло
Карло Кристофори (итал. Carlo Cristofori; 5 января 1813, Витербо, Папская область — 30 января 1891, Рим, королевство Италия) — итальянский куриальный кардинал, кардинал-мирянин. Генеральный аудитор Апостольской Палаты с 18 апреля по 27 июля 1885. Префект Священной Конгрегации индульгенций и священных реликвий с 14 марта 1889 по 30 января 1891. Кардинал-дьякон с 27 июля 1885, с титулярной диаконией Санти-Вито-Модесто-э-Крешенция с 30 июля 1885. 